# Sportclub Young Fellows Juventus
O  Sport Club Young Fellows Juventus é um clube de futebol suíço fundado em 1992, com a união do Young Fellows Zürich (fundado em 1903) e do S.C.I. Juventus Zurigo (fundado em 1922). Participa da Promotion League, a terceira divisão suíça.

## Títulos
- Schweizer Cup: 1936 (como Young Fellows Zürich)